# Marita Lindquist
Marita Elisabeth Lindquist, född Gustafson den 10 november 1918 i Helsingfors, död 7 juni 2016 i Helsingfors, var en finlandssvensk författare. Hon var mor till Anki Lindquist.
Lindquist skrev många barnböcker. År 1937 debuterade hon med flickboken Bara en backfisch. Det breda genombrottet kom först på 1960-talet då hon även nådde ut till den rikssvenska publiken. Bland de uppmärksammade böckerna finns sviten om Malena (1964–1975), Kotten-serien (1972–1978) samt böckerna om Toffe och Andrea (1976–1979) och om Robban (1980–1982). Totalt skrev hon över 40 böcker och flera av dem finns översatta till andra språk.
Dessutom skrev hon sångtexter, illustrerade böcker, arbetade som översättare, läromedelsförfattare, producent, redaktör och journalist.

## Utvalda verk
- Stina och jag, 1955 (ill. av Doris Klaile-Lindholm)
- Malenas nya bror, 1964
- Malena börjar skolan, 1966 (ill. av Kerstin Thorvall)
- Malenas finaste sommar, 1967 (ill. av Kerstin Thorvall)
- Malena och glädjen, 1969
- Malena, 11 år, 1975
- Kottens bakvända B, 1978 (ill. av Ilon Wikland)
- Du klarar det, Kotten, 1978 (ill. av Ilon Wikland)
- Kotten vågar inte gå hem, 1978 (ill. av Ilon Wikland)
- Vem tar hand om Kotten? (ill. av Ilon Wikland)
- Toffe och Andrea, 1976 (ill. av Tord Nygren)
- Andrea + 6 cm, Toffe + 7 cm, 1977 (ill. av Tord Nygren)
- Toffe och Andrea i sommarskogen, 1979 (ill. av Tord Nygren)
- Kalla mig Robban, 1979 (ill. av Tord Nygren)
- Det var ditt fel Robban, 1980 (ill. av Tord Nygren)
- Hugg i, Robban, 1981 (ill. av Tord Nygren)
- Marielle och Madame, 1982 (ill. av Margareta Nordqvist)
- Marielle och Vera-Teresa, 1983 (ill. av Margareta Nordqvist)
- Columbus och Matilda, 1984 (ill. av Tord Nygren)
- Av pappa, så klart! 1984 (ill. av Gunilla Nordin)
- Columbus klass 1B, 1985 (ill. av Tord Nygren)
- Min katt heter Mirre Sundström: verser på lek och allvar, 1985 (ill. Kjell Ivan Anderson)
- Det var inte jag, 1988 (ill. av Maj Fagerberg)
- Du misstar dig Sanna, 1988 (ill. av Louise Jacobsson)
- Teater! Teater! 1998, (ill. av Louise Jacobsson)
- Vuokko Vendela Kristofferson, 1989 (ill. av Tord Nygren)
- Stora planer, Sanna, 1990 (ill. av Gunilla Haldón Brattström)
- Spöket James och benbrotten, 1992 (ill. av Erika Eklund)
- Milligram och småspökena, 1993 (ill. av Erika Eklund)
- Nikodemus, 1995 (ill. av Erika Eklund)
- Festa och fira!: årets högtider förr och nu, 1995 (tills. med Margareta Schildt, bilder: Måd Olsson-Wannefors)
- Majali i juni månad, 2000 (ill. av Bettina Björnberg)
- Maritas verser och lite prosa, 2006 (ill. av Stina Ericsson)

## Priser och utmärkelser
- Statens litteraturpris 1973 och 1975
- Bonniers barnboksstipendium 1975
- Svenska litteratursällskapets pris 1970 och 1980
- Svenska Folkskolans Vänners kulturpris 1981
- Topeliuspriset 1982
- Sveriges författarfonds pris 1985
- Statens barnkulturpris 1989
- Nygrénska stiftelsens pris 1990
- Kulturfondens pris 1999
- Stiftelsen Längmanska kulturfondens pris 2008